# Geodetisk kupol

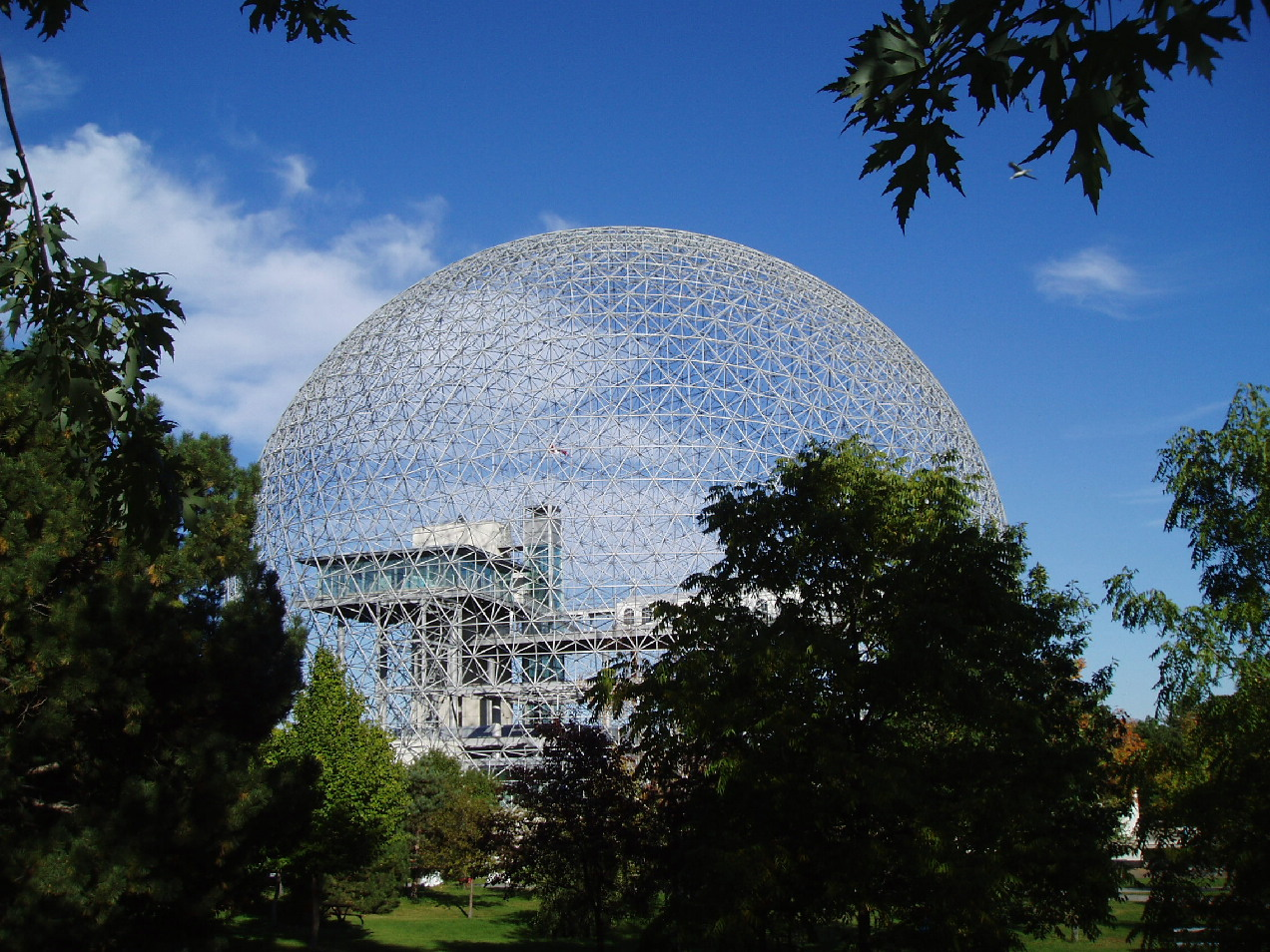
USA:s paviljong på Expo 67, numera Biosphère Montréal

Geodetisk kupol är en modern kupolkonstruktion av annan typ än ett kupolvalv. En geodetisk kupol består av ett rymdfackverk av standardiserade enheter, till exempel korta stål- eller aluminiumrör, som monterats samman till ett nätliknande system av trianglar, täckt eller "ifyllt" av ett lätt material, till exempel lättmetall, plast eller kartong.
Den geodetiska kupolen, som således omfattar en sfärisk form men bärs av genomgående raka enheter, medger rumskonstruktioner av utomordentlig lätthet och teoretiskt sett obegränsade dimensioner.
Den första geodetiska kupolen var Zeiss-Planetarium Jena från 1926.
Konstruktionsformen har fått viss spridning i modern arkitektur, till exempel USA:s paviljong på Expo 67 och Eden Project.